# Miami Open 2010
Il Miami Open 2010 (conosciuto anche come Miami Masters 2010), è stato un torneo di tennis giocato su campi in cemento. È stata la 26ª edizione dell'evento, che faceva parte della categoria ATP World Tour Masters 1000 nell'ambito dell'ATP World Tour 2010 e della categoria Premier Mandatory nell'ambito del WTA Tour 2010.
Sia il torneo maschile sia quello femminile si sono giocati al Tennis Center at Crandon Park di Key Biscayne, vicino a Miami dal 22 al 4 aprile 2010.

## Partecipanti ATP

### Teste di serie
| Giocatore             | Nazionalità | Ranking* | Testa di serie |
| --------------------- | ----------- | -------- | -------------- |
| Roger Federer         | Svizzera    | 1        | 1              |
| Novak Đoković         | Serbia      | 2        | 2              |
| Andy Murray           | Regno Unito | 3        | 3              |
| Rafael Nadal          | Spagna      | 4        | 4              |
| Robin Söderling       | Svezia      | 7        | 5              |
| Andy Roddick          | Stati Uniti | 8        | 6              |
| Marin Čilić           | Croazia     | 9        | 7              |
| Jo-Wilfried Tsonga    | Francia     | 10       | 8              |
| Fernando González     | Cile        | 11       | 9              |
| Fernando Verdasco     | Spagna      | 12       | 10             |
| Ivan Ljubičić         | Croazia     | 13       | 11             |
| Juan Carlos Ferrero   | Spagna      | 14       | 12             |
| Michail Južnyj        | Russia      | 15       | 13             |
| Gaël Monfils          | Francia     | 16       | 14             |
| David Ferrer          | Spagna      | 17       | 15             |
| Tomáš Berdych         | Rep. Ceca   | 20       | 16             |
| John Isner            | Stati Uniti | 21       | 17             |
| Tommy Robredo         | Spagna      | 22       | 18             |
| Stan Wawrinka         | Svizzera    | 23       | 19             |
| Gilles Simon          | Francia     | 24       | 20             |
| Sam Querrey           | Stati Uniti | 25       | 21             |
| Juan Mónaco           | Argentina   | 26       | 22             |
| Jürgen Melzer         | Austria     | 28       | 23             |
| Ivo Karlović          | Croazia     | 29       | 24             |
| Marcos Baghdatis      | Cipro       | 30       | 25             |
| Albert Montañés       | Spagna      | 31       | 26             |
| Thomaz Bellucci       | Brasile     | 32       | 27             |
| Philipp Kohlschreiber | Germania    | 33       | 28             |
| Feliciano López       | Spagna      | 34       | 29             |
| Viktor Troicki        | Serbia      | 35       | 30             |
| Janko Tipsarević      | Serbia      | 36       | 31             |
| Julien Benneteau      | Francia     | 37       | 32             |
| Nicolás Almagro       | Spagna      | 38       | 33             |

- Ranking del 22 marzo 2010.

### Altri partecipanti
I seguenti giocatori hanno ricevuto una wild-card per il tabellone principale:
- Mario Ančić
- Ryan Harrison
- Filip Krajinović
- Carlos Moyá
- David Nalbandian

I seguenti giocatori sono entrati nel tabellone principale passando dalle qualificazioni:

- Kevin Anderson
- Marcos Daniel (lucky loser)
- Santiago Giraldo
- Andrej Golubev
- Marsel İlhan
- Denis Istomin
- Lu Yen-hsun
- Nicolás Lapentti (lucky loser)
- Xavier Malisse
- Illja Marčenko
- Nicolás Massú
- Ricardo Mello
- Rainer Schüttler
- Ryan Sweeting

## Partecipanti WTA

### Teste di serie
| Giocatrice                  | Nazionalità | Ranking* | Testa di serie |
| --------------------------- | ----------- | -------- | -------------- |
| Svetlana Kuznecova          | Russia      | 3        | 1              |
| Caroline Wozniacki          | Danimarca   | 4        | 2              |
| Venus Williams              | Stati Uniti | 5        | 3              |
| Viktoryja Azaranka          | Bielorussia | 6        | 4              |
| Elena Dement'eva            | Russia      | 7        | 5              |
| Agnieszka Radwańska         | Polonia     | 8        | 6              |
| Jelena Janković             | Serbia      | 9        | 7              |
| Li Na                       | Cina        | 10       | 8              |
| Samantha Stosur             | Australia   | 11       | 9              |
| Flavia Pennetta             | Italia      | 12       | 10             |
| Vera Zvonarëva              | Russia      | 14       | 11             |
| Yanina Wickmayer            | Belgio      | 15       | 12             |
| Marion Bartoli              | Francia     | 16       | 13             |
| Kim Clijsters               | Belgio      | 17       | 14             |
| Francesca Schiavone         | Italia      | 18       | 15             |
| Nadia Petrova               | Russia      | 19       | 16             |
| Shahar Peer                 | Israele     | 20       | 17             |
| Aravane Rezaï               | Francia     | 21       | 18             |
| Daniela Hantuchová          | Slovacchia  | 22       | 19             |
| Zheng Jie                   | Cina        | 23       | 20             |
| Al'ona Bondarenko           | Ucraina     | 24       | 21             |
| Anastasija Pavljučenkova    | Russia      | 25       | 22             |
| Sabine Lisicki              | Germania    | 26       | 23             |
| Alisa Klejbanova            | Russia      | 27       | 24             |
| Ana Ivanović                | Serbia      | 28       | 25             |
| Dominika Cibulková          | Slovacchia  | 29       | 26             |
| Ágnes Szávay                | Ungheria    | 30       | 27             |
| Elena Vesnina               | Russia      | 31       | 28             |
| María José Martínez Sánchez | Spagna      | 33       | 29             |
| Anabel Medina Garrigues     | Spagna      | 34       | 30             |
| Aleksandra Wozniak          | Canada      | 35       | 31             |
| Marija Kirilenko            | Russia      | 36       | 32             |

- Ranking del 9 marzo 2010.

### Altre partecipanti
Le seguenti giocatrici hanno ricevuto una wild-card per il tabellone principale:
- Justine Henin
- Michelle Larcher de Brito
- Petra Martić
- Alicia Molik
- Anastasija Pivovarova
- Arantxa Rus
- Ajla Tomljanović
- Heather Watson

Le seguenti giocatrici sono entrate nel tabellone principale passando dalle qualificazioni:

- Sofia Arvidsson
- Elena Baltacha
- Casey Dellacqua
- Marija Korytceva
- Michaëlla Krajicek
- Regina Kulikova
- Varvara Lepchenko
- Bethanie Mattek-Sands
- Ayumi Morita
- Pauline Parmentier
- Cvetana Pironkova
- Anastasija Rodionova

## Giocatori non partecipanti

### ATP World Tour
- Nikolaj Davydenko
- Juan Martín del Potro
- Tommy Haas
- Lleyton Hewitt
- Gaël Monfils
- Carlos Moyá
- Radek Štěpánek

### WTA Tour
- Serena Williams
- Dinara Safina
- Marija Šarapova
- Kateryna Bondarenko

## Campioni

### Singolare maschile
Andy Roddick ha battuto in finale  Tomáš Berdych con il punteggio di 7–5, 6–4.
- Roddick ha vinto il 2º titolo dell'anno e il 29° della sua carriera. Si tratta del suo 5º Masters 1000e il 2° vinto a Miami, dopo quello del 2004.

### Singolare femminile
Kim Clijsters ha battuto in finale  Venus Williams con il punteggio di 6–2, 6–1 
- Clijsters ha vinto il suo 2º titolo dell'anno il 37° della sua carriera. Si tratta della 2ª vittoria in questo torneo dopo quella ottenuta nel 2005.

### Doppio maschile
Lukáš Dlouhý /  Leander Paes hanno battuto in finale  Mahesh Bhupathi /  Maks Mirny con il punteggio di 6–2, 7–5.

### Doppio femminile
Gisela Dulko /  Flavia Pennetta hanno battuto in finale  Nadia Petrova /  Samantha Stosur con il punteggio di 6–3, 4–6 [10–7]